# Manuel Milà de la Roca i Ràfols
Manuel Milá de la Roca i Ráfols (Barcelona, 2 de juliol de 1848 - Ibíd., 16 de juny de 1879) va ser un advocat, polític i periodista català, fundador d'El Correo Catalán.

## Biografia
Era fill de Pau Milà de la Roca i Maynar, escrivà de l'Audiència que havia estat redactor d'El Áncora, i de Manuela Ráfols i Carretero, natural de Puebla (Nova Espanya), d'orígens catalans. Els seus avantpassats per via paterna procedien de Milà, des d'on el 1541 s'havien traslladat a Catalunya per establir-se a la Roca, casa pairal de Lavern (Alt Penedès).
Manuel Milá de la Roca va voler fer carrera a la Marina de guerra, però el seu pare el va convèncer perquè estudiés. El 1869 es va llicenciar en dret administratiu per la Universitat de Barcelona i en dret canònic per la Universitat Central.

Durant el Sexenni Revolucionari, es va incorporar a les files carlistes i va ser col·laborador de La Convicción, diari fundat a Barcelona en 1870 per Luis María de Llauder, fins a la seva suspensió a l'abril de 1872, després de l'inici de la tercera guerra carlista. Juntament amb altres carlistes, Milá de la Roca i Llauder es van exiliar a França, romanent tots dos als Banys i Palaldà (Vallespir). Al maig de 1873, Milá de la Roca va rebre l'ordre d'incorporar-se a la caserna general de l'exèrcit carlista, en qualitat d'assessor, i arribaria a convertir-se en el secretari personal i home de confiança de Don Carlos. En el seu diari personal de l'1 de desembre de 1874 Milá de la Roca va escriure:

Estoy cansadísimo por haber perdido la noche... Ayer fui llamado con urgencia para despachar con el Rey, quien me retuvo en Palacio hasta las 6 de la madrugada. Comí con S.M., que tenía muchos convidados, entre ellos varias señoras, me distinguió mucho, haciéndome sentar a la mesa en el sitio de preferencia. He conferenciado con el Rey por espacio de nueve horas, durante las cuales me ha revelado todos sus secretos y me ha hecho su amigo y confidente. Si yo fuera ambicioso obtendría de S.M. todo lo que quisiera, pues me ha dado pruebas de muchísimo cariño; pero como no lo soy, no pido ni pediré nada. Hay secretos de estado que hoy no conoce nadie más que el Rey y yo; y me ha encargado trabajos tan delicados que prueban la inmensa confianza que ha depositado en mí, y la ventajosa idea que de mí tiene formada. Ruego a Dios que me dé fuerzas para salir airoso de la difícil situación en que he hallo colocado.

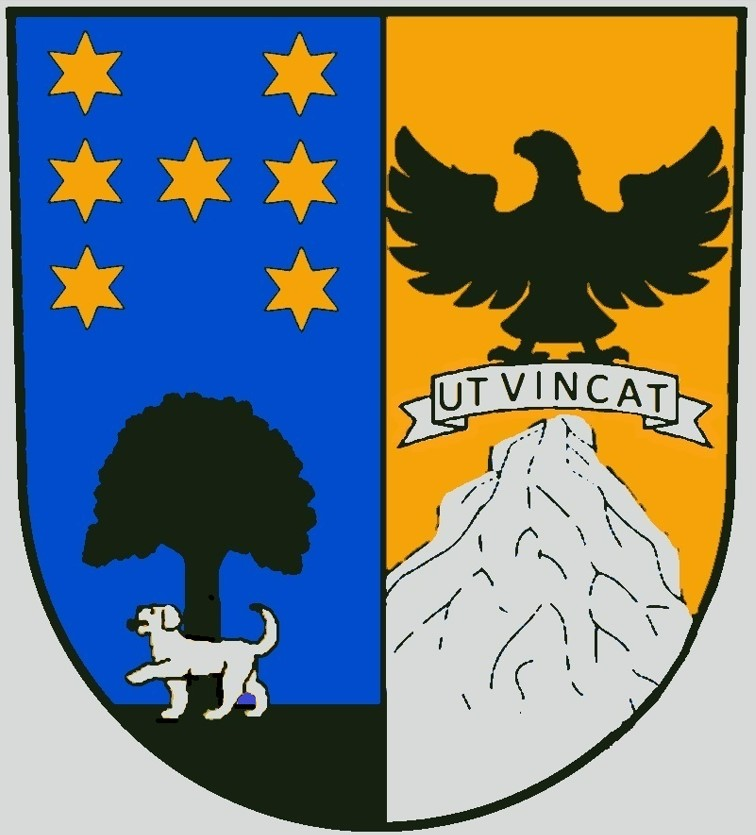
escut familiar

Durant la campanya, Milá de la Roca va ser distingit amb la medalla d'Alpens, la medalla de plata de Carles VII i la de Comendador de la Real i Distingit ORDE DE CARLES III. Al juny de 1875 era un dels diputats de les recentment instaurades Corts carlistes.
Acabada la guerra, es va exiliar breument a França, romanent una setmana malalt a Tolosa de Llenguadoc. Recobrada la seva salut, va tornar a Barcelona, on va fundar juntament amb el sacerdot Félix Sardá i Salvany el diari El Correo Catalán, que va aparèixer per primera vegada el 16 de desembre de 1876. A principis de 1878, es va veure novament afectada la seva salut, per la qual cosa va decidir traspassar el diari a Llauder. Milá de la Roca moriria poc després, al juny de 1879. Estava casat amb Assumpció de Delàs. La seva filla, Maria de la Assumpció, era mare de Pilar Carrasco i Mila de la Roca, Baronesa d'Albi i l'àvia de José Lluís Carrasco Nadal, marqués consort de Santa Maria.